# Chiesa dei Santi Pietro e Biagio (Cividale del Friuli)
La chiesa dei Santi Pietro e Biagio è un edificio religioso di Cividale del Friuli, situato nella piazzetta di san Biagio, nel borgo Brossana, a pochi passi dal Tempietto longobardo.

## Storia
La chiesa, di dimensioni contenute, nelle sue forme attuali risale al XV secolo, ma fu ricostruita su di una precedente chiesa del XIII secolo e su due sacelli danneggiati da alluvioni, in particolare quella documentata il 27 agosto 1468. 
“Il Natisone distrugge il territorio del villaggio di Briscis, il ponte di Premariacco, e nel giorno 27 s’innalza a tale livello che nella chiesa di S. Pietro e Biagio in Borgo Brossana a Cividale l’acqua sormonta un cubito sopra gli altari..»»
(Cronaca locale Città di Cividale del Friuli)
 È stato tramandato il nome di  Mastro Pietro Tedesco come architetto.

## Esterno

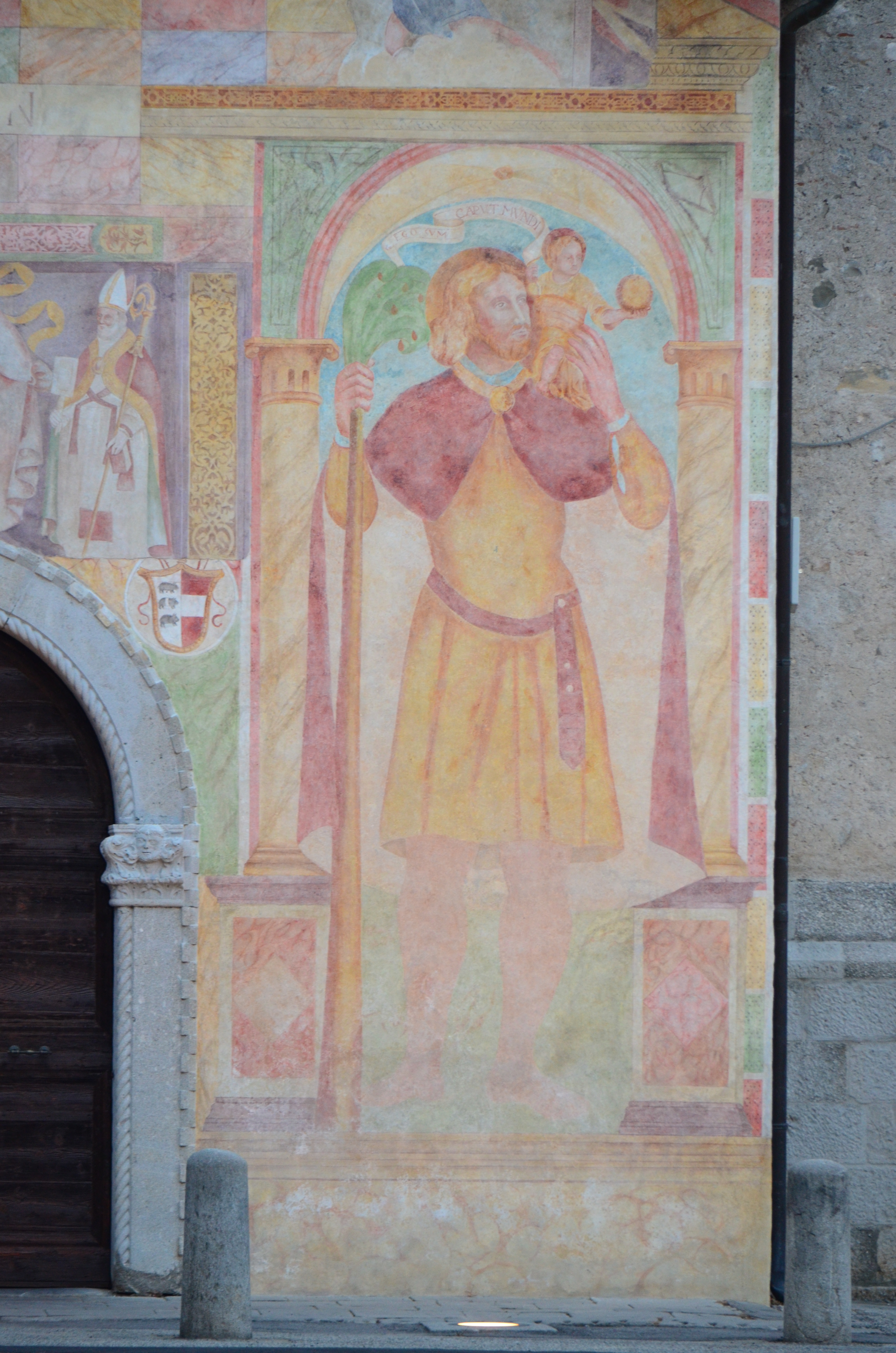
Particolare del san Cristoforo.

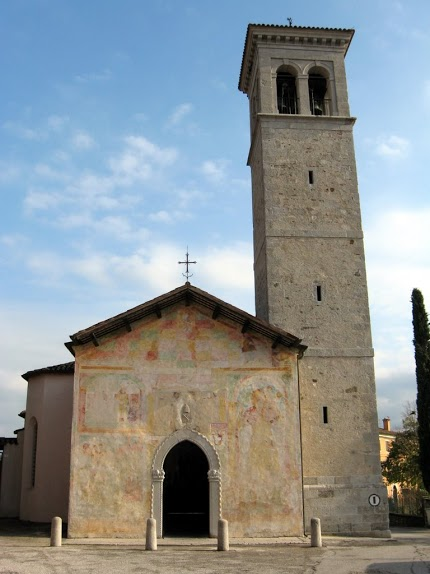
Facciata della chiesa prima dei recenti restauri.

La facciata fu affrescata tra il 1506 ed il 1508 e l'autore, rimasto ignoto, apparteneva alla scuola tolmezzina, indicati in Zanne de Toscanys e Pauli Impintor. Il portale d'ingresso, che porta incisa la data del 1492, fu realizzato in stile gotico fiorito ed è opera di  Biagio de' Meritis e  Antonio de Locria.
Gli affreschi della facciata sono stati restaurati nel 2013, per recuperare la leggibilità degli stessi, che era stata compromessa  I dipinti raffigurano san Cristoforo, San Giorgio che uccide il drago, i santi Pietro e Biagio a cui è intitolato l'oratorio, e san Nicolò e un altro santo vescovo.

## Interno

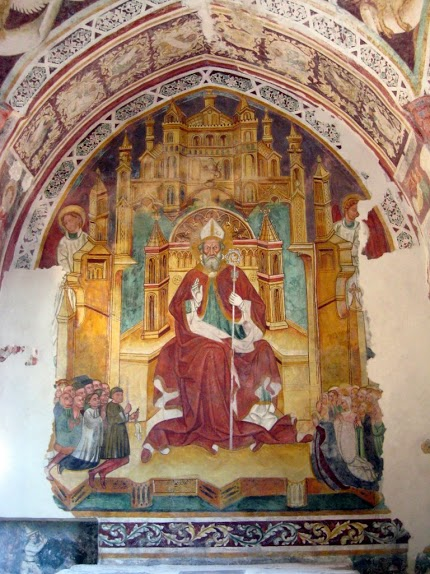
Affresco con San Biagio in trono.

L'interno ha un'unica navata con tetto a capriate; lungo le pareti si possono ancora ammirare resti di affreschi duecenteschi e trecenteschi.
Nel presbiterio la pala d'altare con San Biagio in trono è opera del pittore cividalese Pietro Miani e risale al 1507, mentre la predella fu dipinta da Secante Secanti agli inizi del XVII secolo con scene del Martirio del santo.
Nella lunetta vi è una Annunciazione di Marco Vecellio, risalente al 1604.
A destra, nella cappella laterale dedicata a san Biagio, si trovano affreschi raffiguranti Storie della vita del santo. Nella stessa cappella c'è un affresco con San Biagio in trono e lungo lo zoccolo la rappresentazione dei Mesi, molto deperita.